# NGC 6240
NGC 6240 é uma galáxia elíptica (E?) localizada na direcção da constelação de Ophiuchus. Possui uma declinação de +02° 24' 11" e uma ascensão recta de 16 horas, 52 minutos e 58,8 segundos.
A galáxia NGC 6240 foi descoberta em 12 de Julho de 1871 por Édouard Jean-Marie Stephan.